# Streptosyllis reducta
Streptosyllis reducta är en ringmaskart som beskrevs av Hartmann-Schröder 1960. Streptosyllis reducta ingår i släktet Streptosyllis och familjen Syllidae. Inga underarter finns listade i Catalogue of Life.